# 芦野町
芦野町（あしのまち）は、栃木県の北東部、那須郡に属していた町である。

## 地理
- 河川：奈良川

## 歴史
- 1889年（明治22年）4月1日 町村制施行により、芦野町、横岡村、寄居村、富岡村が合併し那須郡芦野町が成立する。
- 1954年（昭和29年）11月3日 伊王野村、那須村と合併し那須町を新設する。